# 그레고르 블랑코
그레고르 미겔 블랑코 페드라사(스페인어: Gregor Miguel Blanco Pedraza, 1983년 12월 24일 ~ )는 내셔널 리그 애리조나 다이아몬드백스를 위한 베네수엘라의 프로 야구 외야수이다. 그는 이전에 애틀랜타 브레이브스, 캔자스시티 로열스와 워싱턴 내셔널스, 샌프란시스코 자이언츠에서 활약하였다.

## 경력
블랑코는 베네수엘라 겨울 리그에서 티부로네스 델 라 구아이라를 위한 중견수와 선두 타자였으며 2006~07 시즌에 .315점 (178 타수), 2007~08 시즌에 .345점(229 타수), 그리고 .349점(172 타수)를 쳤다. 그는 조던 샤퍼의 분투하는 이유로 결국 메이저 리그로 소집되었다.

### 애틀랜타 브레이브스
2008년 7월 4일 비선택된 자유 계약 선수로서 애틀랜타 브레이브스와 계약을 맺었다. 그는 그해에 대리적 외야수가 되는 데 봄 훈련 기간에 조시 앤더슨을 번트하여 1루에 나갔다. 그는 5월 26일 마크 코트세이가 자신의 등에 부상을 입은 후, 정규적 플레이 타임을 보기 시작하였다.
2008년에 주요 경기에서 낮은 퍼신티지의 홈런을 가졌다.

### 캔자스시티 로열스
2010년 7월 31일 블랑코는 카일 판즈워스와 릭 앵킬을 위하여 제시 차베스와 팀 콜린스와 함께 캔자스시티 로열스로 이적되었다.

### 워싱턴 내셔널스
2011년 5월 8일 블랑코는 후에 임명되는 데 선수를 위한 교환에서 워싱턴 내셔널스로 이적되었다. 2011년의 오프시즌 동안에 그는 베네수엘라 겨울 리그에서 활약하여 그해 시즌의 MVP로 임명되었다.

### 샌프란시스코 자이언츠
블랑코는 2011년 11월 16일 샌프란시스코 자이언츠와 마이너 리그 계약을 맺어 외야수로서 자이언츠의 2012년 오프닝 데이의 일부로서 선택되었다.
2012년 6월 13일 블랑코는 깊은 우익 외야에서 완전히 넓혀진 다이빙 캐치를 만들고 맷 케인의 완벽한 경기의 7회의 톱에서 타격의 조던 샤퍼를 훔치는 데 자신의 미트의 끝에서 공을 잡아냈다.
2014년 9월 5일 블랑코는 자신의 306 경기 오류 없는 경향을 끝낸 오류를 만들었다. 공을 떨어뜨리는 대신에 그는 브라이언 홀러데이의 라인 드라이브를 잡는 데 열심히 시도하고 있었다.
10월 22일 블랑코는 프랜차이즈 역사상 게임 2에서 첫 월드 시리즈 홈런을 치고, 월드 시리즈 역사상 19번째 끝내기 홈런을 쳐냈다.